# Реєстратор
Реєстра́тор — юридична особа — суб'єкт підприємницької діяльності, який одержав у встановленому порядку дозвіл на ведення реєстрів власників іменних цінних паперів.
Реєстратор — юридична особа, професійний учасник ринку цінних паперів, який веде реєстр власників цінних паперів (збирає, фіксує, обробляє, зберігає та надає дані, що складають систему цього реєстру). Реєстратор реєструє перехід права власності, який відбувається законним шляхом, від одного власника до іншого, веде облік нарахованих і виплачених дивідендів, відповідає на запити власників та за конфіденційність записів (інформації) реєстру тощо. Реєстратором можуть бути або емітенти (якщо кількість власників акцій не перевищує 500 осіб), або спеціалізовані фірми (незалежні реєстратори), які одержали відповідний дозвіл Державної комісії з цінних паперів та фондового ринку.

У зв'язку із втратою чинності Закону України Про Національну депозитарну систему та особливості електронного обігу цінних паперів в Україні та набуттям чинності Закону України Про депозитарну систему України діяльність реєстраторів припинена.